# Рат у Авганистану (1996—2001)
Овај чланак покрива историју Авганистана између освајања Кабула од стране талибана и њиховог успостављања Исламског Емирата Авганистан 27. септембра 1996. и инвазије САД и Велике Британије на Авганистан 7. октобра 2001.: период који је био део афганистанског грађанског рата који је почео 1989. године, а такође и део рата (у ширем смислу) у Авганистану који је почео 1978. године.
Влада Исламске државе Авганистан остала је призната влада Авганистана у већини међународне заједнице, али је талибански Исламски емират Авганистан добио признање од Саудијске Арабије, Пакистана и Уједињених Арапских Емирата.
Министар одбране Исламске државе Авганистан, Ахмад Шах Масуд, створио је Уједињени фронт (Сјеверни савез) насупрот талибанима. Уједињени фронт укључивао је све авганистанске националности: Таџике, Узбеке, Хазаре, Туркмене, неке Паштуне и друге. Током сукоба, талибани су добили војну подршку из Пакистана и финансијску подршку Саудијске Арабије. Пакистан је војно интервенисао у Авганистану, распоређујући батаљоне и пукове својих граничних корпуса и војске против Уједињеног фронта. Ал Каида је подржала талибане са хиљадама увезених бораца из Пакистана, арапских земаља и централне Азије.